# Moby
Moby (født Richard Melville Hall 11. september 1965 i Harlem, New York, og opvokset i Darien, Connecticut) er en amerikansk sanger, elektronisk musiker og navnet på hans livegruppe.
Moby kendes bedst for singler som "Go", "Porcelain", "New York, New York" med Debbie Harry, "South Side" med Gwen Stefani, "We Are All Made of Stars" og "Lift Me Up." Han har også udgivet musik under navnene Voodoo Child, Barracuda, UHF, The Brotherhood, DJ Cake, Lopes og Brainstorm/Mindstorm.
Moby spiller keyboard, guitar og basguitar. Navnet stammer fra romanen Moby Dick, der blev skrevet af hans slægtning Herman Melville.

## Diskografi
- Moby (1992)
- Ambient (1993)
- Everything Is Wrong (1995)
- Animal Rights (1996)
- Play (1999)
- 18 (2002)
- Hotel (2005)
- Last Night (2008)
- Wait for Me (2009)
- Destroyed (2011)
- Innocents (2013)
- Long Ambients 1: Calm. Sleep. (2016)
- These Systems Are Failing (2016)
- More Fast Songs About the Apocalypse (2017)
- Everything Was Beautiful, and Nothing Hurt (2018)
- Long Ambients 2 (2019)
- All Visible Objects (2020)
- Live Ambients – Improvised Recordings Vol. 1 (2020)
- Reprise (2021)
- Ambient 23 (2023)
- Resound NYC (2023)
- Always Centered at Night (2024)[1]